# Seis días de Montreal
Los Seis días de Montreal fue una carrera de ciclismo en pista, de la modalidad de seis días, que se disputó en Montreal (Canadá). Su primera edición data de 1929 y se celebró hasta 1980 con un gran paréntesis entre 1943 y 1962.

## Palmarés
| Año       | Ganadores                                     | Segundos                            | Terceros                                         |
| --------- | --------------------------------------------- | ----------------------------------- | ------------------------------------------------ |
| 1929      | Willy Coburn Maurice Declerck                 | William Coles William Peden         | Earl Best Albert Crossley                        |
| 1930 (1)  | Joe Laporte Piet van Kempen                   | Lew Elder William Peden             | Albert Crossley Reginald Fielding                |
| 1930 (2)  | Lew Elder Horace Horder                       | Reginald Fielding William Peden     | Marcel Boogmans Laurent Gadou                    |
| 1931 (1)  | Henri Lepage William Peden                    | Reginald Fielding Harvey Black      | George Dempsey Laurent Gadou                     |
| 1931 (2)  | Henri Lepage William Peden                    | Jules Audy Piet van Kempen          | Horace Horder Freddy Zach                        |
| 1932 (1)  | Jules Audy William Peden                      | Henri Lepage Alfred Letourneur      | Reginald Fielding Xavier Van Slembroeck          |
| 1932 (2)  | Reginald Fielding William Peden               | Jules Audy Albert Crossley          | Dave Lands Reginald McNamara                     |
| 1933 (1)  | Gérard Debaets Alfred Letourneur              | Laurent Gadou William Peden         | Hans Putzfeld Bernhard Stubecke                  |
| 1933 (2)  | Frank Bartell Laurent Gadou                   | Jules Audy William Peden            | Henri Lepage Alfred Letourneur                   |
| 1934 (1)  | Jules Audy William Peden                      | Henri Lepage Alfred Letourneur      | Freddy Zach Reginald McNamara                    |
| 1934 (2)  | Ernst Müller Charles Winter                   | Henri Lepage Jimmy Walthour         | Frank Bartell Laurent Gadou                      |
| 1935 (1)  | Gustav Kilian Heinz Vopel                     | Jules Audy Jimmy Walthour           | Albert Crossley Henri Lepage                     |
| 1935 (2)  | Gustav Kilian Heinz Vopel                     | Henri Lepage Jimmy Walthour         | Frank Bartell Fred Ottevaire                     |
| 1936 (1)  | Gustav Kilian Heinz Vopel                     | Jules Audy Henri Lepage             | Henry O'Brien Jack Sheehan                       |
| 1936 (2)  | Raymond Bedard Jerry Rodman Georges Trepanier | Oscar Juner Dave Lands Roy McDonald | Archie Bollaert Fernand Pelletier Pete Willeskey |
| 1937      | Gustav Kilian Heinz Vopel                     | Emile Diot Emile Ignat              | Douglas Peden William Peden                      |
| 1938      | Douglas Peden William Peden                   | Gustav Kilian Heinz Vopel           | Albert Crossley Jimmy Walthour                   |
| 1939      | edición no realizada                          |                                     |                                                  |
| 1940      | Angelo De Bacco Cecil Yates                   | René Cyr William Peden              | Raymond Bedard Fred Ottevaire                    |
| 1941      | Angelo De Bacco René Cyr                      | Jules Audy Cecil Yates              | Douglas Peden William Peden                      |
| 1942      | Charles Bergna William Peden                  | Angelo De Bacco René Cyr            | William Anderson Bill Logan                      |
| 1943-1962 | ediciones no realizadas                       |                                     |                                                  |
| 1963      | Mino De Rossi Ferdinando Terruzzi             | Robert Lelangue Emile Severeyns     | Willi Altig André Darrigade                      |
| 1964 (1)  | Palle Lykke Jensen Emile Severeyns            | Mino De Rossi Ferdinando Terruzzi   | Klaus Bugdahl Lucien Gillen                      |
| 1964 (2)  | Lucien Gillen Robert Lelangue                 | Leandro Faggin Ferdinando Terruzzi  | Palle Lykke Jensen Emile Severeyns               |
| 1965 (1)  | Klaus Bugdahl Klemens Grossimlinghaus         | Giuseppe Beghetto Sergio Bianchetto | Horst Oldenburg Romain Deloof                    |
| 1965 (2)  | Freddy Eugen Leandro Faggin                   | Fritz Pfenninger Sigi Renz          | Lucien Gillen Robert Lelangue                    |
| 1966 (1)  | Freddy Eugen Leandro Faggin                   | Fritz Pfenninger Sigi Renz          | Lucien Gillen Palle Lykke Jensen                 |
| 1966 (2)  | Palle Lykke Jensen Emile Severeyns            | Freddy Eugen Leandro Faggin         | Horst Oldenburg Dieter Kemper                    |
| 1967 (1)  | Patrick Sercu Emile Severeyns                 | Palle Lykke Jensen Freddy Eugen     | Fritz Pfenninger Peter Post                      |
| 1967 (2)  | Palle Lykke Jensen Freddy Eugen               | Fritz Pfenninger Leandro Faggin     | Patrick Sercu Emile Severeyns                    |
| 1968 (1)  | Horst Oldenburg Leandro Faggin                | Patrick Sercu Emile Severeyns       | Palle Lykke Jensen Freddy Eugen                  |
| 1968 (2)  | Fritz Pfenninger Louis Pfenninger             | Klaus Bugdahl Wolfgang Schulze      | Palle Lykke Jensen Freddy Eugen                  |
| 1969      | Jacky Mourioux Alain Van Lancker              | Patrick Sercu Emile Severeyns       | Fritz Pfenninger Louis Pfenninger                |
| 1970      | edición no realizada                          |                                     |                                                  |
| 1971      | Tony Gowland Gianni Motta                     | Norbert Seeuws Julien Stevens       | Jan Janssen Gerard Koel                          |
| 1972      | Norbert Seeuws Julien Stevens                 | Jan Janssen Gerard Koel             | Jack Simes John Vandevelde                       |
| 1973      | Ferdinand Bracke Robert Van Lancker           | Jack Simes John Vandevelde          | Norbert Seeuws Julien Stevens                    |
| 1974-1978 | ediciones no realizadas                       |                                     |                                                  |
| 1979      | Pietro Algeri Willy Debosscher                | Gerben Karstens Martin Venix        | Gert Frank Kim Gunnar Svendsen                   |
| 1980      | Pietro Algeri Willy Debosscher                | Gerben Karstens Martin Venix        | Herman Ponsteen Gustaaf Van Roosbroeck           |